# Klappan River
Der Klappan River ist ein orographisch linker Nebenfluss des Stikine River im Nordwesten der kanadischen Provinz British Columbia.

## Flusslauf
Der Fluss entspringt auf einer Höhe von etwa 1600 m auf dem Spatsizi-Plateau. Das Quellgebiet liegt westlich des Nass Lake, der den Ursprung des Nass River bildet, der jedoch nach Süden abfließt. Der Klappan River fließt in überwiegend nordnordwestlicher Richtung durch das Bergland. Er trennt dabei die Klappan Range im Westen von der Eaglenest Range im Osten. Wichtige Nebenflüsse sind Little Klappan River und Eaglenest Creek, beide von rechts. Der Klappan River mündet schließlich 60 km südsüdöstlich von Dease Lake in den Stikine River.
Der Klappan River hat eine Länge von etwa 140 km. Er entwässert ein Areal von 3548 km². Der mittlere Abfluss an der Mündung liegt bei 72 m³/s. Die höchsten monatlichen Abflüsse treten üblicherweise im Juni auf.
Im Flusssystem kommen u. a. folgende Fischarten vor: Regenbogenforelle, Stierforelle, Arktische Äsche, Quappe, die Coregoninenart Prosopium williamsoni (Mountain whitefish) sowie die Saugkarpfenart Catostomus catostomus  (Longnose sucker).